# Битва при Самарканде (1598)
Битва при Самарканде — сражение произошло в 1598 году между Казахским и Бухарским ханствами на территории возле Самарканда и завершилось победой казахов.

## Предыстория
В 1586 году Тауекель предпринял поход на Ташкент, в ходе которого разбил городское ополчение. Согласно одной версии, результатом похода стало присоединение к его владениям ряда городов Туркестана. Однако по другой версии, поход оказался неудачным.
Есть предположение что Ташкентское восстание 1588, когда был приглашён для поддержки султан Джан-Али, то что восстание, по мнение Т. И. Султанова, было предпринято Таввакнул ханом, однако М. Х. Абусеитова была другого мнения. Ташкентцев поддержали сыновья Хакк-Назар-хана, Мунгатай-султан и Дин-Мухаммед-султан . Но ташкентское восстание было подавлено и Ташкент остался под властью бухарского хана Абдуллы.

## История
Борьба хана Тауекеля за включение Ташкента и Туркестана в состав Казахского ханства и объединение казахских этнических земель не прекращалась. В начале 1598 года в государстве Шейбанидов разгорелась борьба за престол между Абдуллой-ханом и его сыном Абд аль-Мумином. Решив воспользоваться ситуацией, хан Тауекель организовал поход против государства Шайбанидов. Недооценив силу Казахского ханства, Абдулла-хан попытался остановить казахское войско лишь силами пограничных отрядов. Между Ташкентом и Самаркандом вспыхнуло ожесточённое сражение. Войска бухарского хана потерпели сокрушительное поражение: «большая часть эмиров и военачальников и несколько султанов погибли; те же из воинов, которые остались в живых, бежали в Бухару в самом жалком и несчастном виде». Умело командуя своим войском, Тауекель разбил узбекскую армию между Самаркандом и Ташкентом, однако ему не удалось закрепиться на этих территориях.
Абдулла-хан, решив полностью устранить угрозу своему государству с севера, лично возглавил поход против казахов, но умер в пути. Вскоре после этого его сын Абд аль-Мумин-хан был убит, и государство Шейбанидов начало распадаться на мелкие владения. Получив известие об этом летом 1598 года, как указано в «Тарих-и Алам-ара-йи Аббаси», хан Тауекель предпринял крупный поход в Центральную Азию.